# Янручей
Янручей — ручей в России, протекает по территории Вознесенского городского поселения Подпорожского района Ленинградской области. Длина ручья — 13 км.
Ручей берёт начало из болота без названия и далее течёт преимущественно в северо-западном направлении по заболоченной местности.
Янручей в общей сложности имеет четыре малых притока суммарной длиной 18 км.
Впадает на высоте ниже 36 м над уровнем моря в реку Свирь.
Населённые пункты на ручье отсутствуют.
Код объекта в государственном водном реестре — 01040100712202000011950.